# 餘三館
餘三館是位在臺灣彰化縣永靖鄉的縣定古蹟（原為三級古蹟），公告於1985年11月27日。餘三館是祖籍廣東省潮州府饒平縣元高都可塘埔鄉大榕社的陳家之宅邸，為陳成鑑（有光）於光緒十年（1884年）將陳家舊宅擴建而成。光緒十七年（1891年）落成後宅邸命名為餘三館，為紀念祖先創業艱辛，蔭澤後代「多福、多壽、多子」之意；另一說，「餘三」語出於三國董遇：「冬者歲之餘；夜者日之餘；陰雨者時之餘。」以歲餘、日餘、時餘之意，期許子孫善用生命裡的時光與閒暇，以成就學業或事業。。

## 沿革

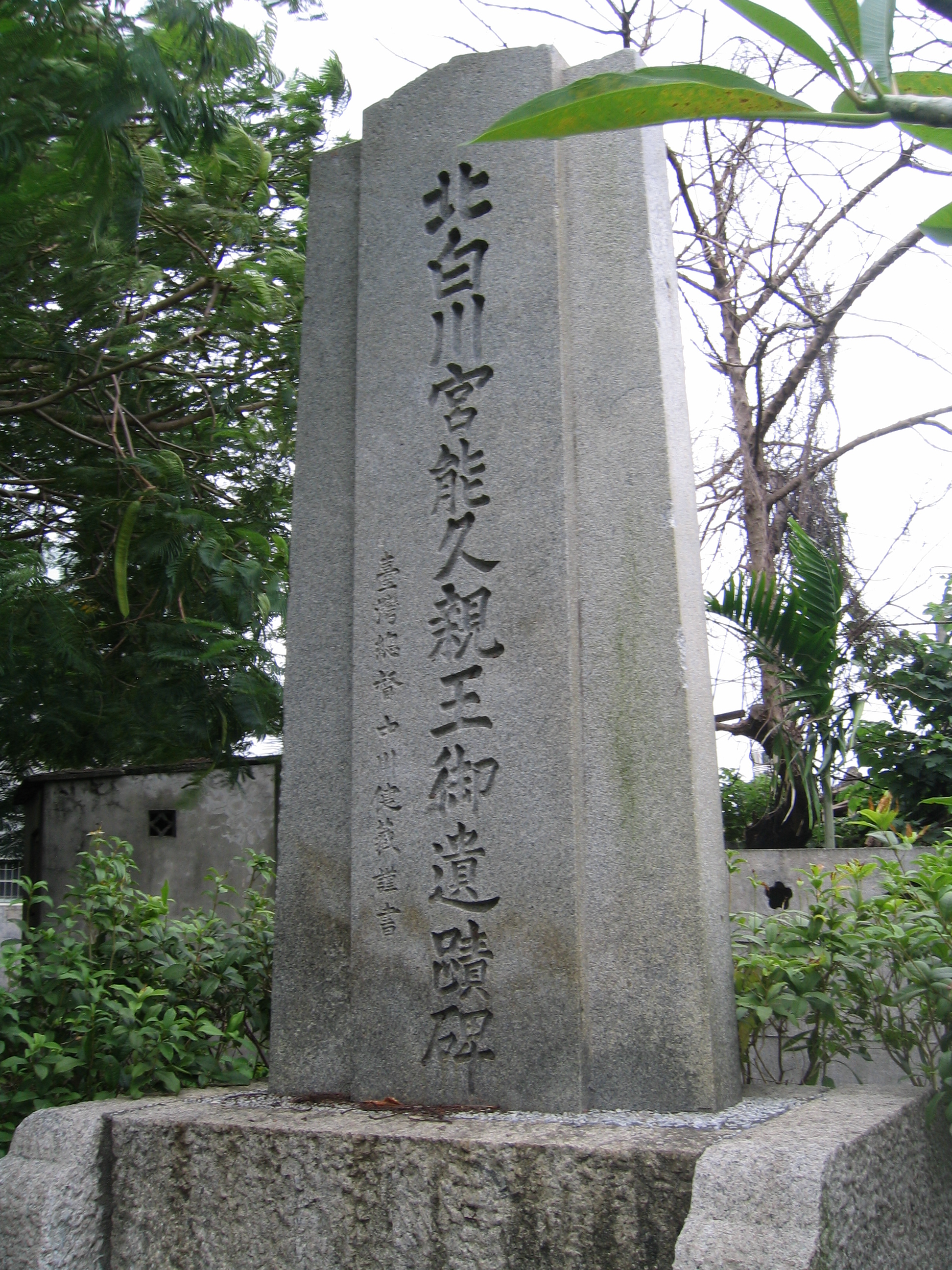
北白川宮能久親王遺蹟碑

永靖餘三館陳家為出身廣東潮州饒平的潮州人，於十世祖陳智可時來臺定居今彰化永靖，在第十二祖陳德耀擔任墾首時逐漸致富。在戴潮春事件中，陳家第十五祖陳義方曾於同治元年（1862年）率鄉勇協助清軍，日後得到臺灣總兵曾玉明與福建兵備道丁曰健舉荐而因軍功欽加五品頂戴。
興建餘三館的陳有光（1840年－1909年）為陳義方長子，同治十二年（1873年）捐納而得「貢元」之銜。他於光緒十年（1884年）擴建舊宅，工程於光緒十七年（1891年）落成。
日治時期，北白川宮能久親王曾經在餘三館裡療養，留宿三夜，後來遂在第十七世祖陳捷鰲時以山林土地來交換宅前田地建立神社公園，於昭和九年（1934年）6月落成，而公園內除神社之外還立有「北白川宮能久親王遺蹟碑」。昭和十年（1935年）12月5日，以「湳港西舍營所」的名義與其他的「北白川宮能久親王御遺跡」一起被臺灣總督府指定為史蹟:220:28。二次大戰後陳家將宅前重新闢為水田耕作，紀念碑本體則被收起來，近年已重新立起。

## 建築

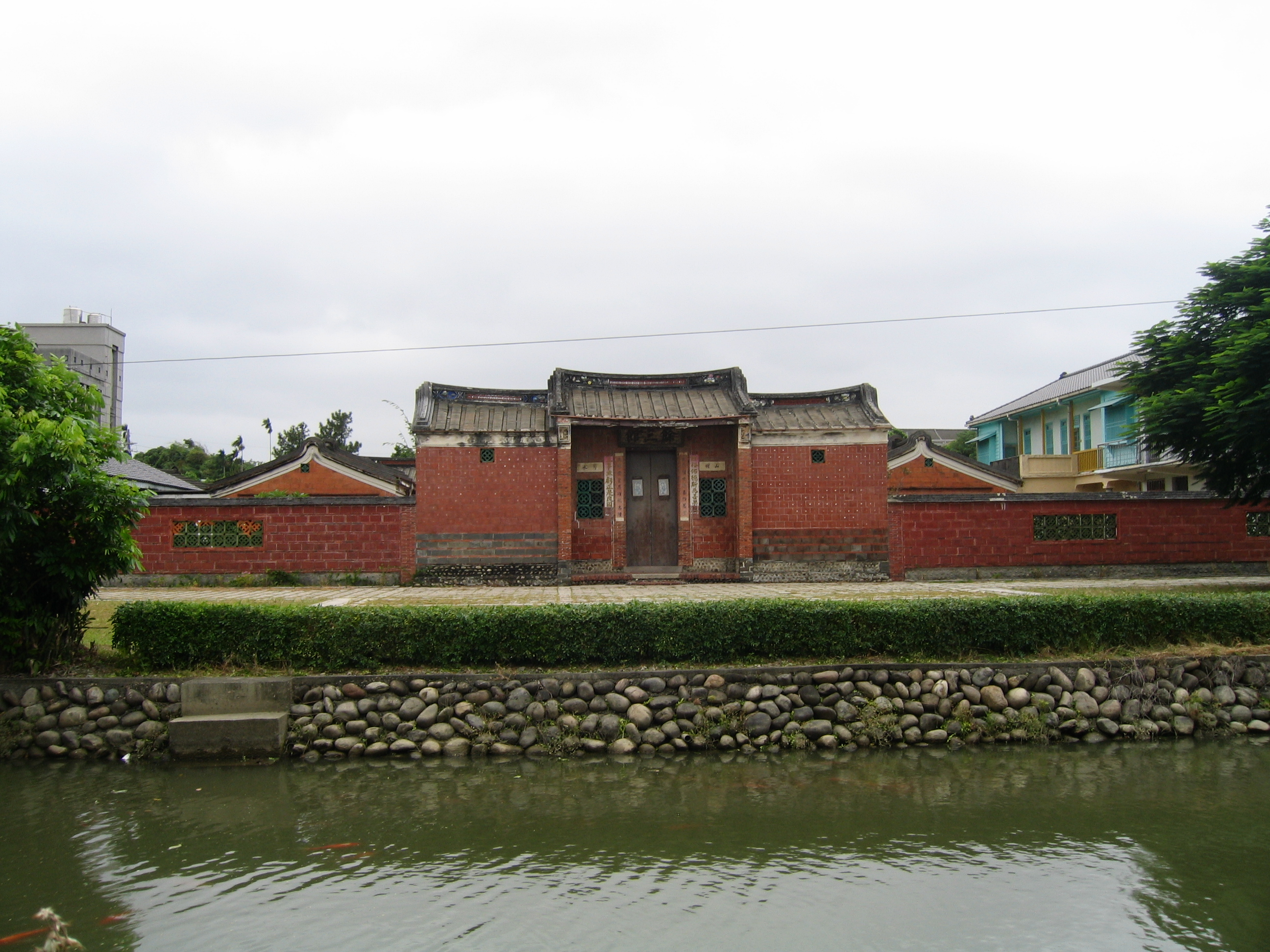
餘三館院門及前方之風水池

餘三館為院門、正廳、護龍所組成的三合院，座西朝東。其院門寬三開間，中央正門兩旁有房舍與槍孔，可防禦外敵。院門牆壁為土埆牆，外鋪瓦片，基座則為鵝卵石。院門後為外埕與內埕，兩者之間有一矮牆隔著，而再裡面為正廳「創垂堂」，前面設有一座四柱式的軒亭。「創垂堂」是餘三館的自立堂號，指後代子孫能承繼祖先福澤並予以發揚光大之意，裡頭共有陳家歷代先祖，並放置有「成均進士」與「恩授貢元」，而在後方立有木造屏風，可遮陽防雨。
護龍簷廊掛有「歷山」、「雷澤」二匾，取「舜耕歷山」的典故，而護龍屋簷排水口設有鰲魚泥塑，有「獨占鰲頭」之意，此外左護龍門印以篆字刻有「是非善惡」四字，顯示了對後代的期許與告誡。而在餘三館的正廳與兩廂房裡還保存有光緒十四年（1888年）的彩繪。
此外餘三館前方有一座風水池，左右護龍外還有外護龍，但已改建，正廳後面的後院設有長工房、柴房與水井（已不存）。

## 外部連結
- 永靖餘三館
- 微笑台灣：在彰化，古厝的時間單位是「甲子」 （页面存档备份，存于）